# Scheldepils
Scheldepils is een Belgisch-Nederlands bier. Het wordt gebrouwen door Brouwerij Huyghe te Melle in opdracht van de Scheldebrouwerij uit Meer.

## Achtergrond
De naam van het bier verwijst naar de Scheldebrouwerij.
Op het etiket staan twee wildemannen. Dit is een verwijzing naar Bergen op Zoom, dat twee wildemannen in haar wapenschild voert en waar de oprichters van de Scheldebrouwerij banden mee hadden. De wildemannen rusten bij een bierton aan de oevers van de Schelde.
Aanvankelijk was de Scheldebrouwerij gevestigd in Nederland. In 2007 vestigde ze zich in België, vandaar de benaming “Belgisch-Nederlands bier”.

## Het bier
Scheldepils is een blonde pils met een alcoholpercentage van 5%. Het bier wordt gebrouwen sinds 2002.